# FK-League
Die 1. FK-League ist die höchste Spielklasse im südkoreanischen Futsal. Sie wurde 2009 gegründet.

## Geschichte
Die Liga wurde am 25. Dezember 2009 gegründet. Die Gründungsmitglieder sind:
- FS Seoul
- Jeonju MAG FC
- Hanbang Jecheon FC
- Yongin FS
- Seoul Gwangjin FC
- Yes Gumi FS

Die Liga startete zuerst mit 6 Vereinen. Zur Saison 2012 wurde die Liga auf 9 Teams erweitert. Ein Jahr später trat ein weiteres Team der Liga bei. 2014 wurde die Liga auf 11 Teams erweitert, ehe ab 2015 13 Teams in der Liga organisiert waren. Seit 2016 spielen nur noch 12 Mannschaften in der Liga.
Die Liga beginnt jedes Jahr nach Ende der alten K-League-Classic-Saison und endet am Anfang der neuen K-League-Classic-Saison.

## Teilnehmer
| Mitglieder          |               |
| ------------------- | ------------- |
| FS Seoul            | Yes Gumi FS   |
| Gapyeong FS         | Yongin FS     |
| Dream Hub Gunsan FS | Incheon FS    |
| Seoul Gwangjin FC   | Jeonju MAG FC |
| Seoul Eunpyeong FS  | Jecheon FS    |
| Fantasia Bucheon FS |               |